# Палинология

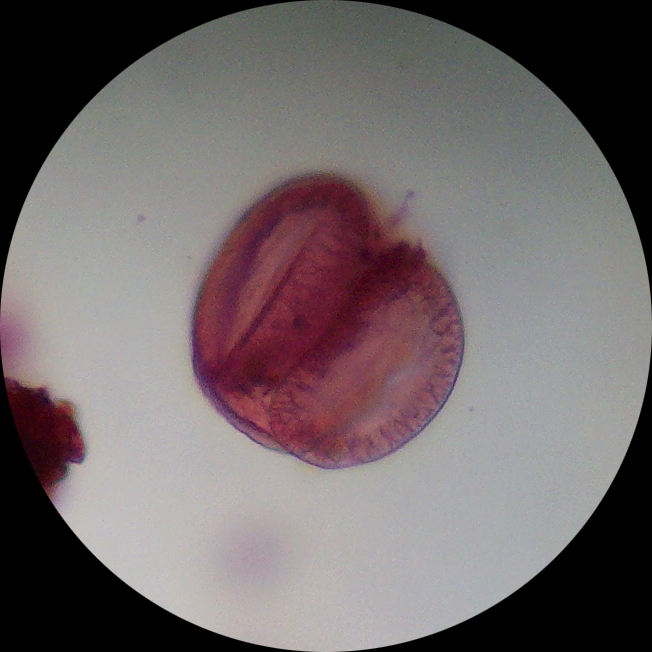
Пыльцевое зерно сосны под микроскопом

Палиноло́гия (от др.-греч. παλύνω λογία; Спорово-пыльцевой анализ) — наука на стыке ботаники, геологии, палеогеографии, палеоботаники, связанная с изучением пыльцевых зёрен и спор растений, грибов .

## История
Первые упоминания об изучении пыльцы растений под микроскопом относятся ко второй половине XVII века, когда английский ботаник Н. Грю (англ. Nehemiah Grew) описал пыльцу и споры и доказал, что именно пыльца необходима для оплодотворения и успешного размножения растений.
Пыльцевой метод в биостратиграфии был разработан в 1916 году шведским торфоведом Л. Постом (Lennart von Post (1884—1951)).
В 1944 году термин «палинология» был предложен английскими палеоботаниками Х. Хайд и Д. Уильямс и шведским геологом Эрнстом Антевсом.
Пионером палинологии указывается Paul Sears.

## Наука
Многие[какие?] исследователи определяют палинологию как самостоятельную науку о пыльце и спорах, их рассеивании и применении.
Палинология необходима в связи с изучением ею закономерностей рассеивания и захоронения (фоссилизации) пыльцевых зёрен и спор, в первую очередь осадочных пород и торфов, для решения палеоботанических, геоморфологических и геологических (стратиграфических) задач.
Кроме того, данные палинологов важны для археологии.

## Разделы
Основные разделы палинологии:
Биология

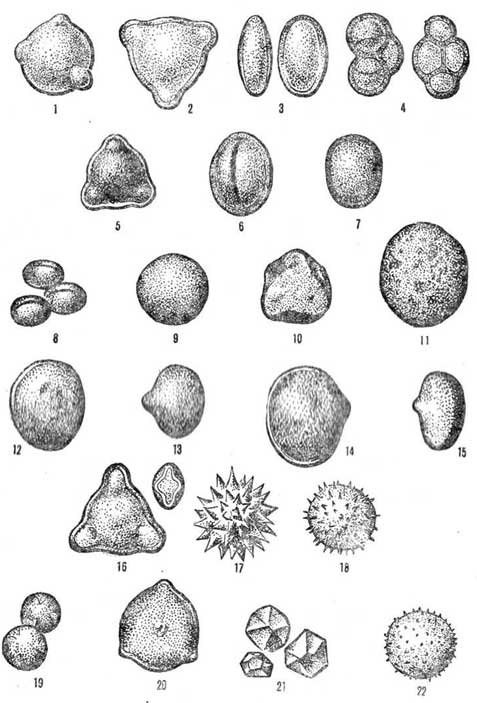
Разновидности пыльцы

- Палиноморфология — основной подраздел палинологии. Изучает форму, строение и развитие спор и пыльцевых зёрен (мужских гаметофитов семенных растений), главным образом их стойких оболочек — экзоспория (экзины) и реже периспория («перины»). Эти оболочки часто имеют характерные морфологические признаки, важные для определения пыльцы и спор при спорово-пыльцевом анализе.
- Палинотаксономия исследует использование сравнительно-палиноморфологических исследований для систематики растений.
- Мелиттопалинология изучает состав перги и пыльцы в мёде.

Науки о Земле
- Палинология (спорово-пыльцевой анализ) в палеонтологии, палеогеографии, стратиграфии и в изучении четвертичного периода.
- Морская палинология — маринопалинологические исследования в геологии моря[5].

Прочие
- Врачебная палинология позволяет выяснить причины возникновения некоторых видов аллергий.
- Судебная палинология применяет спорово-пыльцевой анализ в криминалистике.

### Методы палинологии
В ботанике — исследования под микроскопом для:
- Систематика и определители.

В геологии и палеогеографии — Спорово-пыльцевой (палинологический) анализ для:
- Пыльцевые диаграммы и спектры[7]
- Стратиграфия и палеофлористика[8]
- Реконструкция ископаемой флоры и экосистем[9].

В медицине — микроскопические и химические исследования:
- Исследование аллергенов (споры и пыльца)
- Исследование патогенов (споры грибов, споры бактерий).

## Палинологические конференции
- 1953 —  (Ленинград) Спорово-пыльцевая конференция[10].
- 1973 —  (Москва) 2 Межведомственный симпозиум по маринопалинологии[11]
- 1981 —  (Тюмень) 4 Всесоюзная палинологическая конференция[12]
- 1985 —  (Саратов) 5 Всесоюзная палинологическая конференция[13]
- 1989 —  (Минск) 6 Всесоюзная палинологическая конференция[14]
- 1993 —  (Саратов) 7 Всероссийская палинологическая конференция[15]
- 1996 —  (Москва) 8 Всероссийская палинологическая конференция[16]
- 1999 —  (Москва) 9 Всероссийская палинологическая конференция[17]
- 2003 —  (Москва) 10 Всероссийская палинологическая конференция[18]
- 2005 —  (Москва) 11 Всероссийская палинологическая конференция[19]
- 2008 —  (Санкт-Петербург) 12 Всероссийская палинологическая конференция[20]
- 2011 —  (Сыктывкар) 13 Всероссийская палинологическая конференция[21]
- 2017 —  (Москва) 14 Всероссийская палинологическая конференция[22]
- 2022 —  (Москва) 15 Всероссийская палинологическая конференция[23]

Международные палинологические конгрессы (МПК) проходили в:
1. 1962 —  Тусон
2. 1966 —  Утрехт[25]
3. 1971 —  Новосибирск
4. 1976 —  Лакхнау
5. 1980 —  Кембридж
6. 1984 —  Калгари
7. 1988 —  Брисбен
8. 1992 —  Экс-ан-Прованс
9. 1996 —  Хьюстон
10. 2000 —  Нанкин
11. 2004 —  Гранада
12. 2008 — [уточнить]
13. 2012 — [уточнить]
14. 2016 — [уточнить]
15. 2020 — [уточнить]

Организации палинологов:
- Палинологическая комиссия России при Национальном комитете геологов.

## Известные палинологи
В СССР и России:
- Гричук, Владимир Поликарпович (1907—1999)
- Заклинская, Елена Дмитриевна (1910—1989)
- Коренева, Елена Васильевна (1926 —)[26]
- Нейштадт, Марк Ильич (1903—1985)
- Самойлович, Софья Рудольфовна (1909—1991)

и многие другие.